# 사카네 요시히로
사카네 요시히로(일본어: 坂根 嘉弘, 1956년 2월~)는 일본의 역사가이자 경제학자이다. 주 연구 분야는 일본경제사이며, 히로시마 수도대학의 교수로 재직 중이다.

## 저서
- 『전간기 농지 정책사 연구』(규슈 대학 출판회 , 1990년)
- 「분할 상속과 농촌 사회」(규슈 대학 출판회, 1996년)
- 『집과 마을 일본 전통사회와 경제발전』(농산어촌문화협회 , 2011년)
- 「일본전시 농지 정책의 연구」(청문당 출판, 2012년)
- 『평전 조선총독부 관리· 요시다 마사히로와 그 시대』(청문당 출판, 2021년)